# 單一管理區
單一管理區（英語：Unitary authority），全称單一層級行政管理區，又稱權力一元化機構或單級化行政區等，是一種地方管理形式，它是合併上級（如「郡」）和下級（如「區」）兩級政府的功能和權限，形成只有「單一層級結構」的地方政府，在特定區域中負責所有地方政府的機能，或者在鄰近且通常由其他層級政府（如全國性政府）所管控的地方，施行某些特定機能。
單一管理區通常涵蓋多個城鎮，這些城鎮的規模足以和其他區域分隔並獨立運作。有時也會包含同一個國家中，一些沒有次級行政區的行政區劃。

## 紐西蘭
在紐西蘭也有建制相同的單位，被稱為「權力一元化機構」或「單級化行政區」。目前，紐西蘭有五個權力一元化機構的地方政府：奧克蘭、吉斯伯恩、塔斯曼、馬爾堡、尼爾遜。

## 加拿大
在加拿大相同建制的單位，被稱為「單級市」（single-tier municipalities）。

## 英格蘭
| 英格兰行政区 | 英格兰行政区 | 英格兰行政区 | 英格兰行政区 | 英格兰行政区 | 英格兰行政区             | 英格兰行政区 |
| ------------ | ------------ | ------------ | ------------ | ------------ | ------------------------ | ------------ |
| 主权国家     | 英国         | 英国         | 英国         | 英国         | 英国                     | 英国         |
| 构成国       | 英格兰       | 英格兰       | 英格兰       | 英格兰       | 英格兰                   | 英格兰       |
| 大区         | 大区         | 大区         | 大区         | 大区         | 大区                     | 大区         |
| 郡级（上层） | 伦敦城       | 倫敦郡       | 都會郡       | 非都会郡     | 单一管理郡/区 （单一层） | 锡利群岛     |
| 区级（下层） | 伦敦城       | 伦敦区       | 都会区       | 非都会区     | 单一管理郡/区 （单一层） | 锡利群岛     |
| 教区         | （无）       | （无）       | 民政教區     | 民政教區     | 民政教區                 | 民政教區     |

在英格蘭相同建制的單位，開始於1992年依據「1992年地方政府法」被設立，單位稱為「單一管理區」。
截至2021年，英格蘭共有58個單一管理區；另外，錫利群島雖然有相同性質，但其具有特殊法律地位。到2023年4月1日，英格兰将有62个单一管理区。

### 單一管理區列表
以下為英格蘭的單一管理區列表：
| 組成類型                        | 建制時間 | 數量 | 單位名稱 |
| ------------------------------- | -------- | ---- | --- |
| 由郡 改制為單一管理區           | 2023     | 2    | 北约克郡、萨默塞特郡 |
| 由區 改制為單一管理區           | 2023     | 2    | 坎伯兰、威斯特摩兰-弗内斯 |
| 由區 改制為單一管理區           | 2021     | 2    | 北北安普顿郡、西北安普顿郡 |
| 由郡 改制為單一管理區           | 2020     | 1    | 白金汉郡 |
| 由郡 改制為單一管理區           | 2019     | 1    | 多塞特郡 |
| 由區 改制為單一管理區           | 2019     | 1    | 伯恩茅斯-克赖斯特彻奇-普尔 |
| 由郡 改制為單一管理區           | 2009     | 5    | 康沃爾、 達勒姆、 諾森伯蘭、 什羅普、 威爾特 |
| 由區 改制為單一管理區           | 2009     | 4    | 贝德福德、 贝德福德中央、 柴郡東、 柴郡西和切斯特 |
| 由區 改制為單一管理區           | 1998     | 21   | 布莱克浦、 布莱克本-达本、 布拉克內爾森林、 霍爾頓、 赫里福德郡、 梅德韋、 諾丁罕、 彼得伯勒、 普利茅斯、 斯溫登、 濱海紹森德、 特倫特河畔斯托克、 斯勞、 托貝、 瑟羅克、 特爾福德-雷金、 沃靈頓、 西伯克郡、 沃金厄姆、 溫莎-梅登黑德、 雷丁 |
| 由區 改制為單一管理區           | 1997     | 11   | 拉特蘭、 南安普敦、 樸茨茅斯、 普爾（2019年废除）、 米爾頓凱恩斯、 盧頓、 萊斯特、 達靈頓、 德比、 布賴頓-霍夫、 伯恩茅斯（2019年废除） |
| 由區 改制為單一管理區           | 1996     | 13   | 巴斯-東北薩默塞特、 布里斯托、 約克郡東瑞丁、 哈特爾浦、 赫爾河畔京斯頓、 米德爾斯伯勒、 東北林肯郡、 北林肯郡、 北薩默塞特、 雷德卡-克利夫蘭、 南格洛斯特郡、 蒂斯河畔斯托克頓、 約克市                                                      |
| 由郡 改制為單一管理區           | 1995     | 1    | 懷特島郡 |
| 具有特殊法律地位（Sui generis） |          |      | |
| 原本屬獨立單位                  | 1890     | 1    | 錫利群島 |